# Kill or Cure
Kill or Cure er en amerikansk stumfilm fra 1923 af Scott Pembroke.

## Medvirkende
- Stan Laurel
- Katherine Grant
- Noah Young
- Eddie Baker
- Mark Jones
- Helen Gilmore
- George Rowe
- Sammy Brooks